# Байєтський сільський округ
Байє́тський сільський округ (каз. Бәйет ауылдық округі, рос. Байетский сельский округ) — адміністративна одиниця у складі Екібастузької міської адміністрації Павлодарської області Казахстану. Адміністративний центр — село Байєт.
Населення — 1320 осіб (2021; 1439 у 2009, 1516 у 1999, 819 у 1989).
Станом на 1989 рік існувала Байєтська сільська рада (село Байєт) колишнього Екібастузького району. Село Атигай було утворене 2012 року.

## Склад
До складу округу входять такі населені пункти:
| Населений пункт | Старі назви | Населення, осіб (1989) | Населення, осіб (1999) | Населення, осіб (2009) | Населення, осіб (2021) |
| --------------- | ----------- | ---------------------- | ---------------------- | ---------------------- | ---------------------- |
| Атигай, село    | -           | -                      | -                      | -                      | 577                    |
| Байєт, село     | -           | 819                    | 1516                   | 1439                   | 743                    |